# 主変換装置
主変換装置（しゅへんかんそうち）は、交流型電車、交直流電車（交流用蓄電池電車・交直流/交流電気機関車）の走行のための主回路用制御装置である。
電気式（ディーゼル・エレクトリック方式）やハイブリッド式（シリーズ方式）の気動車・ディーゼル機関車も含まれる。CI (Converter - Inverter) と略称される場合もある。

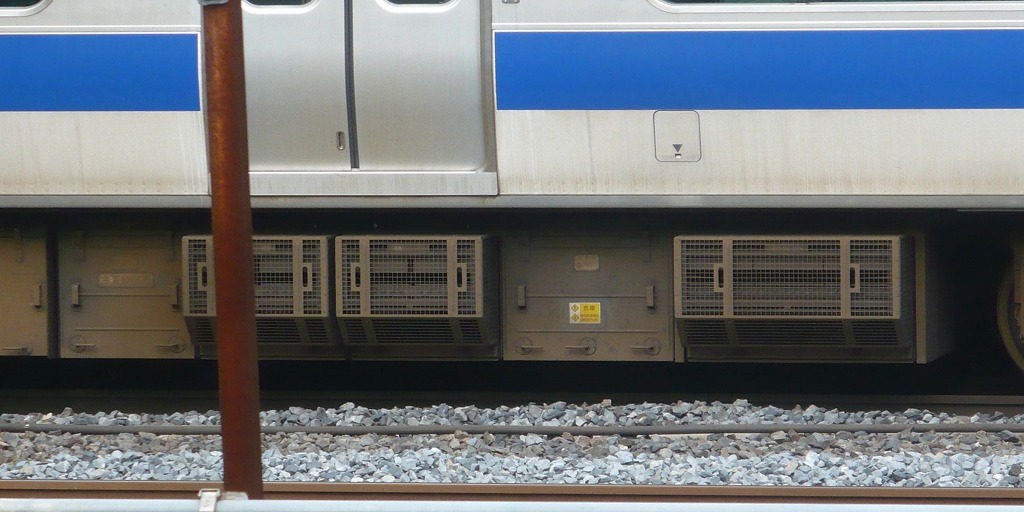
JR東日本E531系電車のCI13形主変換装置

## 構造
主変換装置は、PWMコンバータ部とPWMインバータ（VVVFインバータ装置）部に加えて主制御装置やコンデンサ充電用回路などを一つのユニットにまとめたものである。主変圧器二次巻線より電源供給を受け、PWMコンバータ部で単相交流から直流に整流（順変換）され、PWMインバータ部で直流から三相交流へ変換（逆変換）される。回生ブレーキ使用時にはPWMインバータ部及びPWMコンバータ部を介して単相交流を出力する形となる。交直流電車おいては、直流電化区間はPWMコンバータ部を通さず、そのまま直流がPWMインバータ部に給電される。
日本では直流→交流に変換する機器を「インバータ」、交流→直流に変換する機器を「コンバータ」と使い分けているが、ヨーロッパではいずれもConverter（コンバータ）と呼ぶ場合がある。
PWMコンバータ + PWMインバータ一体形の主変換装置は、1990年（平成2年）に登場した東海旅客鉄道（JR東海）新幹線300系電車で初めて実用化された。主回路素子にはGTOサイリスタが用いられ、その後登場したVVVFインバータ制御の新幹線車両では標準搭載となった。1990年代後半からはより高速なスイッチングが可能で低損失なIGBTが主流となっている。その後のN700SにてSiCが使用され、車両製作を簡略化している。
床下機器スペースの都合などから小型化の要求が強く、N700系では、冷却用送風機を廃止して走行風で冷却するブロアレスタイプが実用化されている。高速試験車両として落成したE954形 (FASTECH360S) では、環境負荷低減や省エネ化の観点から水冷式が採用された
直流形電車にはPWMコンバータ部がない（変電所にてコンバートされている）ため、単にVVVFインバータ装置と呼ばれる。

### 在来線
最初期の在来線用交流型電車のVVVFインバータ制御は、コスト面から交流から直流に変換するコンバータ部をサイリスタ位相制御とし、VVVFインバータ制御と組み合わせた機器が使用されていた。この方式はJRグループで初のVVVFインバータ制御車となるJR北海道785系電車で採用され、サイリスタ・ダイオード混合ブリッジコンバータ + VVVFインバータが一体化された主変換装置が搭載された。この方式では回生ブレーキが使用できず、発電ブレーキとなる。JR北海道721系電車6・7次車やJR東日本701系電車 0・100・1000番台でも同様の方式が採用されている。
さらにJR西日本681系電車やJR九州813系電車・JR九州883系電車（1000番台除く）などで同様の方式が採用された（ただし、これらの電車は主整流装置/コンバータとVVVFインバータ装置は別箱構成であることから「主変換装置」とは呼称しない）。681系ではコンバータ部にサイリスタ純ブリッジ方式が使用されており、こちらは回生ブレーキの使用が可能となっている。
1995年（平成7年）に製造したJR東日本E501系電車ではドイツ・シーメンス製のGTOサイリスタによるPWMコンバータ + インバータを採用、在来線車両で初めてコンバータ部にPWMコンバータが使用された。国内メーカーでは日立製作所がIGBT素子を使用したPWMコンバータをJR北海道721系電車F-1009編成で走行試験後、JR北海道731系電車で正式な採用に至った。
JR九州BEC819系電車（DENCHA）JR東日本EV-E801系電車（ACCUM）といった交流用蓄電池駆動電車にも搭載されている。

#### 電気機関車
電気機関車においては国鉄分割民営化後より、VVVFインバータ制御の交直流/交流電気機関車が製造された。
初期に製造したJR貨物EF500形電気機関車やJR貨物ED500形電気機関車では主整流装置/コンバータ（サイリスタ位相制御）とVVVFインバータ装置は別箱構成であった。1998年（平成10年）に製造したJR貨物EH500形電気機関車以降はPWMコンバータ + PWMインバータが一体化された主変換装置が採用された。ただし、電気機関車では直流機関車でもVVVFインバータ装置ではなく、主変換装置と呼んでいる。

### 新交通システム
三相交流で電化されている新交通システム（AGT）では、軌道側面に敷設した架線からの三相交流600Vを元に、PWMコンバータ部で三相交流を直流に整流（順変換）し、PWMインバータ部で直流から再度三相交流へ変換（逆変換）して、かご形三相誘導電動機を制御する。
この方式はCI制御（コンバータ/インバータ制御）と呼ばれ、VVVFインバータ制御同様に誘導電動機が使用できることと力率が1に近く、高効率で省エネルギー性能に優れている。

### ディーゼル・エレクトリック車両
電気式（ディーゼル・エレクトリック方式）ではディーゼル機関に直結された主発電機により三相交流を発電、主変換装置に供給され、新交通システム同様にコンバータ・インバータ制御される。JR貨物DF200形ディーゼル機関車やJR東日本GV-E400系気動車などが該当する。この範疇にはJR東日本キハE200形気動車やJR九州YC1系気動車、JR貨物HD300形ハイブリッド機関車などのハイブリッド式（シリーズ方式）の気動車・機関車も含まれる。